# 2024年炎亞綸聲請解除限制出境事件

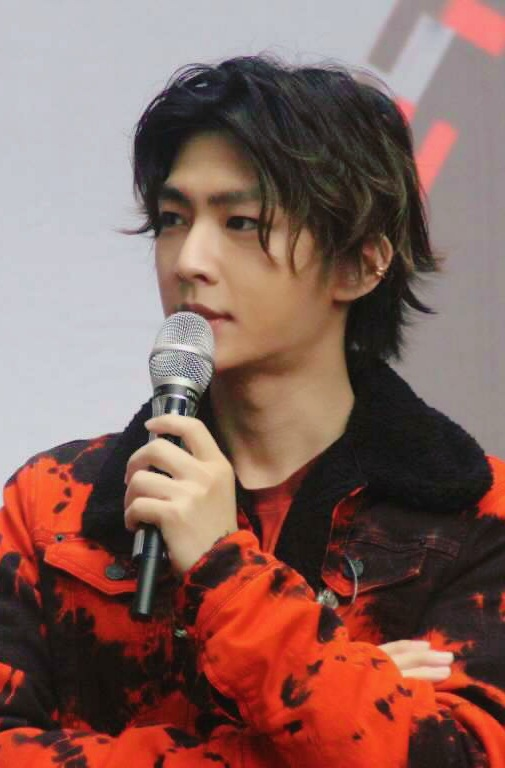
案件受限制出境人，炎亞綸（吳秉孺）。

臺灣藝人炎亞綸（吳秉孺）因涉嫌炎亞綸拍攝未成年人性影像案，於2023年6月26日起限制出境、出海至2024年2月25日止。

## 案情
炎亞綸以2024年1月份接獲出國工作為由聲請解除限制，理由是該案已由法院審理中，而炎亞綸無其他國籍，現有的不動產都在臺灣；雖然工作常有出境之必要，但也會在完成後即刻返台。請求法官以維持生計及積攢和解、公益基金，並強調出國工作後必會返台，無逃亡可能。另外也請法院發函中華民國外交部，要求准予換發護照。

### 判決
臺灣士林地方檢察署考量炎亞綸涉《兒童及少年性剝削防制條例》的嫌疑重大，案件仍有待進一步釐清；炎亞綸是臺灣知名藝人，還能受邀至國外工作，顯見其具有在國外發展或長期停留的能力。若解除出境限制，可能導致其滯留不歸，影響未來的審判或執行程序。法院認為炎亞綸可在領土範圍內仍有行動自由，已是限制行動自由的輕微保全手段，也不影響其日常工作、生活的權益；至以換發護照問題，若外交部不讓炎亞綸換發護照，可自行提行政訴願、行政訴訟等救濟方式。因此於2024年1月3日裁定駁回聲請，可抗告。

### 具保
士林地方法院在2月18日考量炎亞綸境管期限將屆滿，裁定可於同月23日前具保新臺幣150萬元，准予解除限制出境、出海。合議庭認為，炎亞綸限制出境、出海將近8個月，均遵期到庭，也已坦承犯罪事實，又於臺灣有固定住居所，尚未見炎亞綸有躲避刑事追訴傾向；考量後續訴訟程序進度，裁定炎亞綸以新台幣150萬元具保，並限制住居，但炎亞綸若未於2月26日起得再延長境管令8月，可抗告。炎亞綸已於同月17日帶著現金前往辦保，手續於下午完成。

## 反應
主持人利菁在2024年1月12日出席外景旅遊節目《天后出發吧》的記者會上受訪透露，曾邀請炎亞綸參與，可惜對方聲請撤銷限制出境、出海遭到裁定駁回，只好另找來賓，而她也鼓勵炎亞綸不要放棄演藝事業。利菁也表示，我還跟製作人說是不是他很想來，所以才去申請出國？製作人回我：「不要往自己臉上貼金，他應該還有很多國外工作邀約。」最後利菁坦言，他是演藝圈少見的金童，上一個金童是還沒出事的柯震東。

## 後續
炎亞綸在2年月27日於新浪微博上公開4月20日澳門舉行「Special Event」粉絲見面會，並且已公告開放民眾購票。公開3種套票、1種單票，其中最高的票價要價為人民幣3千元，並限量100張，享有觀看彩排、單獨合照、票券簽名等福利。
炎亞綸在2月28日於Instagram上打卡東京，他表示已出境臺灣，並參加東京國際展示場的新能源展，以及曬出工作證照片。